# Stazione di Carcare
La stazione di Carcare era una stazione ferroviaria posta sulla ferrovia Torino-Fossano-Savona nel comune omonimo.

## Storia
La stazione venne inaugurata come semplice fermata in corrispondenza di una casa cantoniera il 14 novembre 1923 contestualmente al tronco San Giuseppe-Altare della ferrovia Torino-Fossano-Savona con Ordine di Servizio n. 146 del 1923, mentre l'esercizio effettivo iniziò il precedente 22 ottobre. L'impianto non era protetto da segnalamento e posto alla progressiva chilometrica 23+234.29, abilitata al servizio viaggiatori e bagagli e presenziata da un guardiano.
Venne in seguito elevata a stazione e dotata di un piano di carico e scarico, di un magazzino e di latrine esterne.
Venne soppressa il 1º luglio 1932 con Ordine di Servizio n. 105, tuttavia negli anni successivi l'area ferroviaria antistante venne riutilizzata per la realizzazione di un ampio fascio di binari di scalo annesso alla vicina stazione di San Giuseppe di Cairo, denominato appunto "fascio Carcare", costruzione iniziata tra il 1940 e il 1941 con i primi 4 binari tronchi e uno passante, poi diventati 5.

## Strutture e impianti
La stazione era dotata di un fabbricato viaggiatori il cui asse centrale è alla progressiva 23+241, si sviluppava su due piani e su cinque assi, di un fabbricato per le latrine e uno scalo merci composto di un magazzino e di un piano caricatore con annesso tronchino di accesso. Disponeva del solo binario di corsa servito da banchina.

## Movimento
La stazione, nel 1924, era servita da due coppie di treni misti da San Giuseppe ad Altare, aumentate a tre nel settembre del 1925. Nell'ultimo orario la stazione era servita da una coppia di treni misti e due coppie di accelerati leggeri.

## Servizi
La stazione disponeva di:
- Biglietteria a sportello[10]
- Sala d'attesa
- Servizi igienici[4]